# 7651 Villeneuve
A 7651 Villeneuve (ideiglenes jelöléssel 1990 VD6) a Naprendszer kisbolygóövében található aszteroida. Eric Walter Elst fedezte fel 1990. november 15-én.